# Henrico Drost
Henrico Drost (Kampen, 21 gennaio 1987) è un ex calciatore olandese, di ruolo difensore.

## Caratteristiche tecniche
È un difensore centrale che si può anche adattare come terzino sinistro.

## Carriera
Entra nella prima squadra dell'Heerenveen nel 2004: fatica a trovare spazio, vista anche la giovane età, ma quando chiamato in causa sa comunque dare del suo meglio e farsi notare (11 presenze nella stagione 2005-06).
Per la stagione 2006-2007 viene ceduto in prestito all'Excelsior Rotterdam, giocando 30 partite, riuscendo pure a realizzare una rete. Al termine della stagione torna all'Heerenveen, squadra in cui milita anche il fratello gemello Jeroen Drost.
Tornato all'Heerenveen, gioca da titolare la stagione 2007-08 al centro della difesa, a volte anche in coppia con Jeroen, il quale però a gennaio 2008 si accasa al NEC Nijmegen. Henrico totalizza 30 presenze senza reti fatte.
Dopo 3 anni conditi da 98 presenze 2 gol segnati, nell'estate del 2013 passa al NAC Breda.

## Statistiche

### Presenze e reti nei club
| Stagione        | Squadra         | Campionato                    | Campionato | Campionato | Coppe nazionali | Coppe nazionali | Coppe nazionali | Coppe europee | Coppe europee | Coppe europee | Totale | Totale |
| Stagione        | Squadra         | Comp                          | Pres       | Reti       | Comp            | Pres            | Reti            | Comp          | Pres          | Reti          | Pres   | Reti   |
| --------------- | --------------- | ----------------------------- | ---------- | ---------- | --------------- | --------------- | --------------- | ------------- | ------------- | ------------- | ------ | ------ |
| 2005-2006       | Heerenveen      | Eredivisie                    | 11         | 0          | KNVB            | 1               | 0               | CU            | 3             | 0             | 15     | 0      |
| 2006-2007       | Excelsior       | Eredivisie+Play-off Prom-Retr | 30+4       | 1+0        | KNVB            | 2               | 0               | -             | -             | -             | 36     | 1      |
| 2007-2008       | Heerenveen      | Eredivisie                    | 30         | 0          | -               | -               | -               | -             | -             | -             | 30     | 0      |
| 2008-2009       | Heerenveen      | Eredivisie                    | -          | -          | -               | -               | -               | -             | -             | -             | -      | -      |
| Totale carriera | Totale carriera | Totale carriera               | 71+4       | 1          |                 | 3               | 0               |               | 3             | 0             | 81     | 1      |